# Fortunacjan z Akwilei
Fortunacjan z Akwilei (zm. przed 368) – biskup Akwilei za czasów cesarza Konstancjusza II. Uznawany był za obrońcę Atanazego podczas synodu w Sardyce w 342 roku. Podczas konfliktu Konstancjusza z papieżem Liberiuszem stanął po stronie arian. Z pism Fortunacjana zachowały się trzy fragmenty komentarza do Ewangelii. Ponadto przypisuje się mu autorstwo krótkich cytatów (tzw. expositiones) zawartych w pismach Hieronima.